# CEV Champions League (femminile)
La CEV Champions League, fino all'edizione 1999-00 con il nome di Coppa dei Campioni, è la massima competizione pallavolistica europea per squadre di club femminili.
È organizzata annualmente dalla Confédération Européenne de Volleyball (CEV) e la prima edizione è stata giocata nell'annata 1960-61. La squadra detentrice del maggior numero di vittorie è la Dinamo Mosca, seguita dall'Uraločka e dal Bergamo.

## Storia
La nascita di una competizione a livello europeo per club femminili è strettamente legata a quella maschile: fu infatti nel 1958 che la federazione pallavolistica della Romania, propose alla FIVB, una serie di incontri tra le squadre più forti d'Europa. La prima edizione del torneo femminile, chiamata Coppa dei Campioni, fu giocata a partire dal 1960, esattamente una stagione dopo rispetto alla versione maschile: la prima vincitrice fu la Dinamo Mosca.
Negli anni sessanta, così come succedeva già nelle competizioni tra le squadre nazionali, il dominio assoluto fu delle squadre sovietiche ed in particolar modo di due club moscoviti, la Dinamo e il CSKA Mosca: dal 1966 al 1969 la finale fu sempre giocata da queste due formazioni. Unica e prima squadra non sovietica a vincere la coppa fu il Levski Sofia nel 1964.
Negli anni settanta e ottanta continuò il dominio delle squadre sovietiche ed in particolar modo della Dinamo e dell'Uraločka: nonostante ciò, alcune squadre del blocco dell'est europeo, che in quegli anni erano le migliori scuole di pallavolo a livello mondiale, riuscirono a riportare diversi successi, come le ungheresi del NIM SE, le cecoslovacche della Rudá Hvězda Praha e le bulgare del CSKA Sofia. Nel 1988 il club italiano della Olimpia Ravenna fu la prima squadre dell'Europa occidentale a riuscire ad aggiudicarsi la competizione: per diversi anni lo scontro tra la squadra ravennate e quella dell'Uraločka caratterizzerà la finale.
A partire dagli anni novanta il dominio delle squadre orientali, seguito dalla dissoluzione dell'Unione Sovietica, diminuì notevolmente, spostandosi a favore di quelle italiane. Prima il Matera e poi il Bergamo caratterizzeranno l'intero decennio.
Il nuovo millennio si apre con il cambio della denominazione della competizione in Champions League, precisamente European Champions League, modificato poi nel 2008 in CEV Champions League. Continua nel frattempo il dominio delle squadre italiane ed in particolar modo della squadra orobica: unica eccezione il periodo dal 2002 al 2004 quando le francesi del RC Cannes e le spagnole del Tenerife ottengono le loro prime affermazioni in campo europeo.
Nell'edizione 2019-20 la competizione non viene assegnata per la prima volta dalla sua ideazione a causa del diffondersi della pandemia di COVID-19 del 2020 in Europa.

## Albo d'oro
| Edizione                                                                | Edizione           | Podio             | Podio                  | Podio             |
| Anno                                                                    | Sede della finale  | Campione          | Seconda                | Terza             |
| ----------------------------------------------------------------------- | ------------------ | ----------------- | ---------------------- | ----------------- |
| Dal 1960 al 2000 la competizione è denominata Coppa dei Campioni        |                    |                   |                        |                   |
| 1960-61 Dettagli                                                        | Mosca Varsavia     | Dinamo Mosca      | AZS Varsavia           | -                 |
| 1961-62 Dettagli                                                        | Odessa Sofia       | Burevisnyk Odessa | Slavia Sofia           | -                 |
| 1962-63 Dettagli                                                        | Mosca Varsavia     | Dinamo Mosca      | AZS Varsavia           | -                 |
| 1963-64 Dettagli                                                        | Sofia Berlino      | Levski Sofia      | Dynamo Berlino         | -                 |
| 1964-65 Dettagli                                                        | Mosca Berlino      | Dinamo Mosca      | Dynamo Berlino         | -                 |
| 1965-66 Dettagli                                                        | Mosca              | CSKA Mosca        | Dinamo Mosca           | -                 |
| 1966-67 Dettagli                                                        | Mosca              | CSKA Mosca        | Dinamo Mosca           | -                 |
| 1967-68 Dettagli                                                        | Mosca              | Dinamo Mosca      | CSKA Mosca             | -                 |
| 1968-69 Dettagli                                                        | Mosca              | Dinamo Mosca      | CSKA Mosca             | -                 |
| 1969-70 Dettagli                                                        | Mosca Budapest     | Dinamo Mosca      | NIM SE                 | -                 |
| 1970-71 Dettagli                                                        | Mosca Praga        | Dinamo Mosca      | Tatran Střešovice      | -                 |
| 1971-72 Dettagli                                                        | La Louvière        | Dinamo Mosca      | Tatran Střešovice      | Lokomotiv Mosca   |
| 1972-73 Dettagli                                                        | Apeldoorn          | NIM SE            | Dinamo Mosca           | Dynamo Berlino    |
| 1973-74 Dettagli                                                        | Mosca Budapest     | Dinamo Mosca      | NIM SE                 | Dynamo Berlino    |
| 1974-75 Dettagli                                                        | Catania            | Dinamo Mosca      | Levski-Spartak         | NIM SE            |
| 1975-76 Dettagli                                                        | Eupen              | Rudá Hvězda Praha | Levski-Spartak         | VC Heerlen        |
| 1976-77 Dettagli                                                        | Smirne             | Dinamo Mosca      | Levski-Spartak         | NIM SE            |
| 1977-78 Dettagli                                                        | Rheine             | Schweriner        | NIM SE                 | Start Łódź        |
| 1978-79 Dettagli                                                        | Smirne             | CSKA Sofia        | NIM SE                 | Dynamo Berlino    |
| 1979-80 Dettagli                                                        | Zlín               | Rudá Hvězda Praha | Eczacıbaşı             | NIM SE            |
| 1980-81 Dettagli                                                        | Schaan             | Uraločka          | Levski-Spartak         | Schweriner        |
| 1981-82 Dettagli                                                        | Ravenna            | Uraločka          | Dokkum Volleybal       | Lohhof            |
| 1982-83 Dettagli                                                        | Ankara             | Uraločka          | Vasas                  | Slávia Bratislava |
| 1983-84 Dettagli                                                        | Monaco di Baviera  | CSKA Sofia        | Olimpia Ravenna        | Lohhof            |
| 1984-85 Dettagli                                                        | Ravenna            | ADK               | Olimpia Ravenna        | Tungsram          |
| 1985-86 Dettagli                                                        | Uppsala            | CSKA Mosca        | Olimpia Ravenna        | Dynamo Berlino    |
| 1986-87 Dettagli                                                        | Karlsruhe          | Uraločka          | Olimpia Ravenna        | Dynamo Berlino    |
| 1987-88 Dettagli                                                        | Salonicco          | Olimpia Ravenna   | Uraločka               | Dynamo Berlino    |
| 1988-89 Dettagli                                                        | Bruxelles          | Uraločka          | Olimpia Ravenna        | Dynamo Berlino    |
| 1989-90 Dettagli                                                        | Forlì              | Uraločka          | Olimpia Ravenna        | Dinamo Tirana     |
| 1990-91 Dettagli                                                        | Zagabria           | HAOK Mladost      | Uraločka               | Olimpia Ravenna   |
| 1991-92 Dettagli                                                        | Ravenna            | Olimpia Ravenna   | HAOK Mladost           | Uraločka          |
| 1992-93 Dettagli                                                        | Santeramo in Colle | Matera            | Olimpia Ravenna        | Uraločka          |
| 1993-94 Dettagli                                                        | Zagabria           | Uraločka          | HAOK Mladost           | Matera            |
| 1994-95 Dettagli                                                        | Bari               | Uraločka          | Murcia                 | Iskra Luhans'k    |
| 1995-96 Dettagli                                                        | Vienna             | Matera            | Uraločka               | Iskra Luhans'k    |
| 1996-97 Dettagli                                                        | Bergamo            | Bergamo           | Uraločka               | RC Cannes         |
| 1997-98 Dettagli                                                        | Ragusa             | Dubrovnik         | VakıfBank              | Bergamo           |
| 1998-99 Dettagli                                                        | Bergamo            | Bergamo           | VakıfBank              | RC Cannes         |
| 1999-00 Dettagli                                                        | Bursa              | Bergamo           | Uraločka               | Eczacıbaşı        |
| Dal 2000 al 2008 la competizione è denominata European Champions League |                    |                   |                        |                   |
| 2000-01 Dettagli                                                        | Nižnij Tagil       | Modena            | Virtus Reggio Calabria | Uraločka          |
| 2001-02 Dettagli                                                        | Istanbul           | RC Cannes         | Bergamo                | Tenerife          |
| 2002-03 Dettagli                                                        | Piła               | RC Cannes         | Uraločka               | Bergamo           |
| 2003-04 Dettagli                                                        | Tenerife           | Tenerife          | Sirio Perugia          | RC Cannes         |
| 2004-05 Dettagli                                                        | Tenerife           | Bergamo           | Asystel                | Tenerife          |
| 2005-06 Dettagli                                                        | Cannes             | Sirio Perugia     | RC Cannes              | Bergamo           |
| 2006-07 Dettagli                                                        | Zurigo             | Bergamo           | Dinamo Mosca           | Tenerife          |
| 2007-08 Dettagli                                                        | Murcia             | Sirio Perugia     | Zareč'e Odincovo       | Asystel           |
| Dal 2008 la competizione è denominata CEV Champions League              |                    |                   |                        |                   |
| 2008-09 Dettagli                                                        | Perugia            | Bergamo           | Dinamo Mosca           | Sirio Perugia     |
| 2009-10 Dettagli                                                        | Cannes             | Bergamo           | Fenerbahçe             | RC Cannes         |
| 2010-11 Dettagli                                                        | Istanbul           | VakıfBank         | Rabitə Baku            | Fenerbahçe        |
| 2011-12 Dettagli                                                        | Baku               | Fenerbahçe        | RC Cannes              | Dinamo-Kazan      |
| 2012-13 Dettagli                                                        | Istanbul           | VakıfBank         | Rabitə Baku            | Busto Arsizio     |
| 2013-14 Dettagli                                                        | Baku               | Dinamo-Kazan      | VakıfBank              | Rabitə Baku       |
| 2014-15 Dettagli                                                        | Stettino           | Eczacıbaşı        | Busto Arsizio          | VakıfBank         |
| 2015-16 Dettagli                                                        | Montichiari        | Casalmaggiore     | VakıfBank              | Fenerbahçe        |
| 2016-17 Dettagli                                                        | Villorba           | VakıfBank         | Imoco                  | Eczacıbaşı        |
| 2017-18 Dettagli                                                        | Bucarest           | VakıfBank         | Alba-Blaj              | Imoco             |
| 2018-19 Dettagli                                                        | Berlino            | AGIL              | Imoco                  | -                 |
| 2019-20 Dettagli                                                        | Berlino            | Non assegnata     | Non assegnata          | Non assegnata     |
| 2020-21 Dettagli                                                        | Verona             | Imoco             | VakıfBank              | -                 |
| 2021-22 Dettagli                                                        | Lubiana            | VakıfBank         | Imoco                  | -                 |
| 2022-23 Dettagli                                                        | Torino             | VakıfBank         | Eczacıbaşı             | -                 |
| 2023-24 Dettagli                                                        | Adalia             | Imoco             | Pro Victoria           | -                 |
| 2024-25 Dettagli                                                        | Istanbul           | Imoco             | Savino Del Bene        | Pro Victoria      |

## Palmarès per club
| Squadra         | Titolo | Edizione                                                                                          |
| --------------- | ------ | ------------------------------------------------------------------------------------------------- |
| Dinamo Mosca    | 11     | 1960-61, 1962-63, 1964-65, 1967-68, 1968-69, 1969-70, 1970-71, 1971-72, 1973-74, 1974-75, 1976-77 |
| Uraločka        | 8      | 1980-81, 1981-82, 1982-83, 1986-87, 1988-89, 1989-90, 1993-94, 1994-95                            |
| Bergamo         | 7      | 1996-97, 1998-99, 1999-00, 2004-05, 2006-07, 2008-09, 2009-10                                     |
| VakıfBank       | 6      | 2010-11, 2012-13, 2016-17, 2017-18, 2021-22, 2022-23                                              |
| CSKA Mosca      | 3      | 1965-66, 1966-67, 1985-86                                                                         |
| Imoco           | 3      | 2020-21, 2023-24, 2024-25                                                                         |
| Olymp Praha     | 2      | 1975-76, 1979-80                                                                                  |
| CSKA Sofia      | 2      | 1978-79, 1983-84                                                                                  |
| Olimpia Teodora | 2      | 1987-88, 1991-92                                                                                  |
| Matera          | 2      | 1992-93, 1995-96                                                                                  |
| RC Cannes       | 2      | 2001-02, 2002-03                                                                                  |
| Sirio Perugia   | 2      | 2005-06, 2007-08                                                                                  |
| Džynestra       | 1      | 1961-62                                                                                           |
| Levski Sofia    | 1      | 1963-64                                                                                           |
| NIM SE          | 1      | 1972-73                                                                                           |
| Schweriner      | 1      | 1977-78                                                                                           |
| ADK             | 1      | 1984-85                                                                                           |
| HAOK Mladost    | 1      | 1990-91                                                                                           |
| Dubrovnik       | 1      | 1997-98                                                                                           |
| Modena          | 1      | 2000-01                                                                                           |
| Tenerife        | 1      | 2003-04                                                                                           |
| Eczacıbaşı      | 1      | 2014-15                                                                                           |
| Fenerbahçe      | 1      | 2011-12                                                                                           |
| Dinamo-Ak Bars  | 1      | 2013-14                                                                                           |
| Casalmaggiore   | 1      | 2015-16                                                                                           |
| AGIL            | 1      | 2018-19                                                                                           |

## Palmarès per nazioni
| Nazione          | Titolo |
| ---------------- | ------ |
| Unione Sovietica | 22     |
| Italia           | 19     |
| Turchia          | 8      |
| Bulgaria         | 3      |
| Russia           | 3      |
| Cecoslovacchia   | 2      |
| Francia          | 2      |
| Croazia          | 1      |
| Germania Est     | 1      |
| Jugoslavia       | 1      |
| Spagna           | 1      |
| Ungheria         | 1      |